# Се Юйфэнь
Се Юйфэ́нь (кит. упр. 谢玉芬, пиньинь Xiè Yùfēn; род. 24 ноября 1998) — китайская гимнастка.

## Биография

### 2014
На Pacific Rim Championships 2014 года Се Юйфэнь завоевала серебро в упражнениях на бревне.
На Чемпионат мира 2014 года, проходивший в китайском Наньнине, её взяли в команду в качестве запасной. Там в составе женской сборной Китая Се Юйфэнь завоевала серебряную медаль командных соревнований, хоть ни в квалификации, ни в командном финале так и не выступила.